# Coryphaenoides marginatus
Coryphaenoides marginatus es una especie de pez de la familia Macrouridae en el orden de los Gadiformes.

## Morfología
• Los machos pueden llegar alcanzar los 62 cm de longitud total.

## Hábitat
Es un pez de aguas profundas que vive entre 250-790 m de profundidad.

## Distribución geográfica
Se encuentra desde el sur del Japón hasta el Mar de la China Oriental.